# Wyłko Kostow
Wyłko Kostow (bułg. Вълко Костов, ur. 14 listopada 1936 w miejscowości Ostyr kamyk) – bułgarski zapaśnik walczący w stylu wolnym. Olimpijczyk z Rzymu 1960, gdzie zajął trzynaste miejsce w kategorii do 87 kg.
Wicemistrz świata w 1963; czwarty w 1966 roku.

## Letnie Igrzyska Olimpijskie 1960
| Konkurencja      | Rundy eliminacyjne | Rundy eliminacyjne      | Klas. końcowa |
| Konkurencja      | Przeciwnik I       | Przeciwnik II           | Miejsce       |
| ---------------- | ------------------ | ----------------------- | ------------- |
| 87 kg styl wolny | İsmet Atlı (TUR) P | Anatolij Ałbuł (ZSRR) P | 13.           |